# يناير الأسود

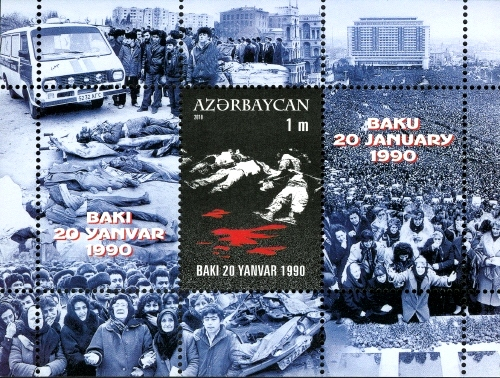
صورة إعلامية تذكارية عن مذبحة يناير الأسود.

يناير الأسود (بالأذرية: Qara Yanvar) ويعرف أيضاً بكانون الثاني الأسود أو مذبحة كانون الثاني، مذبحة ارتكبت بحق متظاهرين أذربيجانيّين من قبل الجيش السوفيتي في 20 يناير عام 1990، ووفقاً للتقديرات الرسمية فقد لقي 133 إلى 137 مدني أذربيجاني حتفهم، وجرح 800 شخص، تعتبر هذه المجزرة الميلاد الحقيقي للجمهوريّة.
في قرار بتاريخ 22 يناير 1990، أعلن مجلس السوفيت الأعلى الأذربيجاني أن مرسوم رئاسة مجلس السوفيت الأعلى للاتحاد السوفيتي الصادر بتاريخ 19 يناير، والمُستخدم لفرض حكم الطوارئ في باكو والانتشار العسكري، يشكل عملًا عدوانيًا.

## الأحداث
في ديسمبر 1989، دمّر الأذربيجانيون الذين يعيشون في المناطق المجاورة لإيران الأسوار الحدودية، مطالبين بتوثيق الروابط مع الطائفة الأذربيجانية التي تعيش في إيران. استسلمت السلطات المحلية في جليل آباد لمثيري الشغب، وسلمت الإدارة إلى حزب الجبهة الشعبية الأذربيجانية. أعقب ذلك انتقال غير عنيف للسلطة على مدينة لنكاران إلى الجبهة الشعبية بعد أسبوعين.
في 9 يناير 1990، صوت مجلس السوفييت الأعلى لجمهورية أرمينيا الاشتراكية السوفيتية على إدراج مرتفعات قرة باغ في ميزانيته وسمح لسكانها بالتصويت في الانتخابات الأرمينية، متجاهلًا بذلك السلطة السوفيتية والصلاحية القضائية لجمهورية أذربيجان الاشتراكية السوفيتية ومسببًا غضبًا في جميع أنحاء الجمهورية. أدى ذلك إلى مظاهرات طالبت بإسقاط المسؤولين الشيوعيين الأذربيجانيين ودعت إلى الاستقلال عن الاتحاد السوفيتي. جاء في تقرير لمنظمة هيومن رايتس ووتش أن الخطاب كان «مناهض بشدة للأرمن». في 12 يناير، نظمت الجبهة الشعبية لجنة للدفاع الوطني كان لها فروع في المصانع والمكاتب في باكو لحشد الناس للقتال ضد الأرمن.
لم تتمكن السلطات الأذربيجانية المحلية من استعادة النظام بسبب أحداث العنف الداخلية والانقسامات التي شلّت قدرتها على التصرف. أمرت السلطات الأذربيجانية قوات وزارة الداخلية البالغ قوامها 12 ألف جندي بالامتناع عن التدخل في أعمال الشغب في باكو ولم تتدخل العديد من وحدات الجيش والأسطول السوفيتي التابعة لحامية باكو وأسطول بحر قزوين لوقف أعمال الشغب، مدعية عدم تلقيها أوامر من سلطات موسكو. في 13 يناير، بدأت أحداث مذبحة باكو، ما أسفر عن مقتل 48 شخصًا، بينما فر الآلاف أو أجلتهم القوات العسكرية السوفيتية.
في 15 يناير، أعلنت السلطات حالة الطوارئ في عدة أجزاء من أذربيجان، باستثناء باكو. في الوقت نفسه، وخشية تدخل السلطات السوفيتية المركزية، بدأ نشطاء الجبهة الشعبية حصارًا للثكنات العسكرية. وسيطروا بالفعل على عدد من المناطق الأذربيجانية.
في 18 يناير، أمرت الجبهة الشعبية مؤيديها بإغلاق طرق الوصول الرئيسية إلى باكو باستخدام مئات السيارات والشاحنات والحافلات. في اليوم التالي، أجلت السلطات السوفيتية ممثليها ومسؤوليها المحليين، ونقلتهم إلى مراكز القيادة العسكرية في ضواحي المدينة حيث تواجد وزير الدفاع السوفيتي دميتري يازوف ووزير الداخلية فاديم باكاتين.

في 19 يناير، وافقت هيئة رئاسة الاتحاد السوفيتي الأعلى على المرسوم الذي وقعه السيد غورباتشوف بإعلان حالة الطوارئ في باكو وبعض الأماكن الأخرى في جمهورية أذربيجان الاشتراكية السوفيتية. ينص المرسوم على ما يلي:
«في إطار التصعيد الهائل الذي تشهده مدينة باكو، ومحاولات قوات متطرفة إجرامية لإبعاد السلطة عن السلطة عن طريق تنظيم أعمال شغب جماعية من جانب سلطات الدولة المتصرفة قانونًا، ومن أجل حماية المواطنين وضمان أمنهم، فإن رئاسة مجلس السوفيت الأعلى للاتحاد السوفيتي، مسترشدة بالنقطة 14 من المادة 119 من دستور الاتحاد السوفيتي، تصدر المرسوم التالي: إعلان حالة الطوارئ في مدينة باكو منذ 20 يناير 1990، بتمديد مفعول مرسوم رئاسة مجلس السوفيت الأعلى للاتحاد السوفيتي المفروض على إقليمه اعتبارًا من 15 يناير 1990.»
خالف المرسوم القوانين السارية آنذاك، والتي نصت على أنه يتعين على هيئة رئاسة مجلس السوفيت الأعلى الأذربيجاني أن تلجأ إلى الحكومة المركزية بمناشدة تتعلق بهذا الأمر.
في وقت متأخر من الليل في 19 يناير 1990، وبعد هدم محطة التلفاز المركزية وقطع القوات الخاصة السوفيتية خطوط الهاتف والإذاعة، دخلت القوات السوفيتية والبالغ عددها 26 ألف جندي باكو وهدمت الحواجز لقمع الجبهة الشعبية. كما زعم ميخائيل غورباتشوف، أطلق مسلحون من الجبهة الوطنية الأذربيجانية النار على الجنود، ولكن لم تجد النتائج التي توصلت إليها منظمة شيلدز غير الحكومية القائمة في موسكو أي دليل على وجود «مقاتلين مسلحين تابعين للجبهة الشعبية الأذربيجانية»، والتي استُخدمت دافعًا لقمع السكان المدنيين في 20 يناير.
لاحظت منظمة شيلدز المستقلة، التي تتألف من مجموعة من المحامين وضباط الاحتياط، انتهاكات حقوق الإنسان التي مارسها الجيش في عملياته العسكرية، وخلصت إلى أن الجيش شن حربًا على المدنيين وطالبت ببدء تحقيق جنائي ضد وزير الدفاع، ديمتري يازوف، الذي تولى قيادة العملية شخصيًا. ساعد مسؤولو وزارة الداخلية الأذربيجانية نشطاء الجبهة الشعبية في إثارة الفوضى عن طريق تزويدهم بالأسلحة والمرافق التقنية وإبلاغهم بحركة وحدات الجيش.
هاجمت القوات المتظاهرين، وأطلقت النار على الحشود. دام إطلاق النار ثلاثة أيام. دام العمل وفق حالة الطوارئ، التي أعلنتها رئاسة الاتحاد السوفيتي الأعلى ووقعها الرئيس ميخائيل غورباتشوف، لأكثر من أربعة أشهر بعد ذلك. غير أنه يُفصح عن حالة الطوارئ للشعب الأذربيجاني إلا بعد ساعات عديدة من بدء الهجوم، عندما انتهى المطاف بالعديد من المواطنين قتلًا أو جرحًا في شوارع ومستشفيات ومستودعات الجثث في باكو.
تبين أن نحو جميع سكان باكو دفنوا موتاهم في اليوم الثالث، الموافق 22 يناير. توقف سكان البلد عن العمل لمدة 40 يومًا آخر كعلامة على الحداد والاحتجاج الجماعي.

### حصيلة القتلى
وفقًا لعدة مصادر، لقي ما بين 133 و 137 مدنيًا حتفهم وبلغ عددهم 300 وفقًا لمصادر غير رسمية. أُصيب نحو 800 شخص وفُقد 5 أشخاص. قُتل 26 شخصًا آخرين في منطقتي نفتشالا ولنكران من البلد.
وفقًا لأحد التقارير، قُتل 93 من الأذربيجانيين و 29 جنديًا سوفيتيًا في مناوشات اندلعت في الشوارع. تفيد تقارير أخرى بمقتل 21 جنديًا وجرح 90 في القتال. غير أن كيفية موت الجنود ما تزال موضع خلاف. ادعت السلطات السوفيتية أن عدد القتلى من الجنود نتج عن مقاومة مسلحة، وأن بعضهم سقط ضحية نيران صديقة.

### حالة الطوارئ
أكد الأمين العام غورباتشوف وغيره من المسؤولين على ضرورة وقف المذابح والعنف ضد السكان الأرمن وإحباط الجهود التي يبذلها المتطرفون للإطاحة بالحكومة الأذربيجانية. ورد في مرسوم الحكومة: «تنظم الجماعات المتطرفة اضطرابات جماعية تبث العداوة الوطنية. ويرتكبون أعمالًا إجرامية واضحة، إذ يزرعون الألغام في الطرقات والجسور ويقصفون المستوطنات ويحتجزون الرهائن.»
قال وزير الدفاع يازوف أن القوميين يخططون لانقلاب عسكري في أذربيجان: «جرى التخطيط لعقد اجتماع اقتُرح فيه إعلان انتقال السلطة إلى الجبهة الشعبية». أشار كذلك إلى أن الجبهة الشعبية أعلنت حالة طوارئ خاصة بها في باكو قبل اتخاذ الإجراء وكيفية «توقُّف أجهزة الدولة السوفيتية عن السيطرة على الوضع.»

## وصلات خارجية
- Parliamentary Assembly of the Council of Europe - Working Papers - 2008 Ordinary Session 21. Written Declaration No. 405. Doc. 11499 - 21 January 2008. Massacre of Azerbaijanis by Soviet troops
- "Black January: Baku (1990): Behind the Scenes - A Photojournalist's Perspective" by Reza Deghati with Betty Blair / in Azerbaijan International, Vol. 6:1 (Spring 1998), pp. 33-37.
- http://www.january20.net
- http://news.bbc.co.uk/1/hi/world/europe/1477933.stm

الأذرية